# Jonathan Joubert
Jonathan Joubert (ur. 12 września 1979 w Metzu) – luksemburski piłkarz pochodzenia francuskiego występujący na pozycji bramkarza. Zawodnik klubu F91 Dudelange.

## Kariera klubowa
Joubert seniorską karierę rozpoczynał w 1997 roku w rezerwach francuskiego zespołu FC Metz. Przez 2 lata rozegrał w nich 12 spotkań. W 1999 roku przeszedł do luksemburskiego CS Grevenmacher. Spędził tam 5 lat. W tym czasie wywalczył z zespołem mistrzostwo Luksemburga (2003), 3 wicemistrzostwa Luksemburga (2000, 2001, 2002) oraz Puchar Luksemburga (2003).
W 2004 roku Joubert odszedł do F91 Dudelange. Od tego czasu wywalczył z nim 6 mistrzostw Luksemburga (2005, 2006, 2007, 2008, 2009, 2011), wicemistrzostwo Luksemburga (2010) oraz 3 Puchary Luksemburga (2006, 2007, 2009).

## Kariera reprezentacyjna

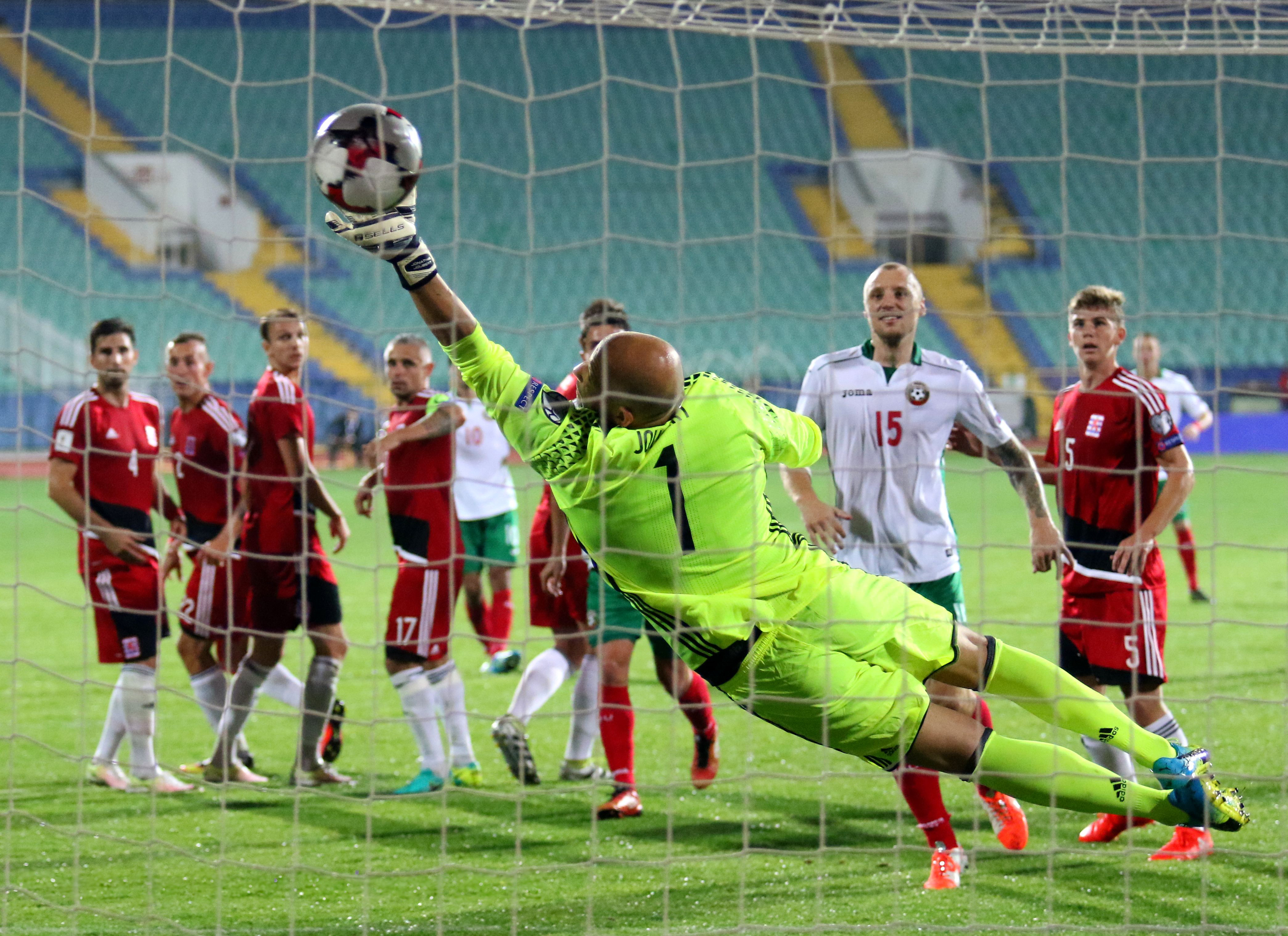
Joubert broni bramki F91 Dudelange

W reprezentacji Luksemburga Joubert zadebiutował 3 czerwca 2006 roku w przegranym 0:3 towarzyskim meczu z Portugalią.